# Rivière du Loup (vattendrag i Kanada, lat 48,64, long -73,94)
Rivière du Loup är ett vattendrag i Kanada.   Det ligger i provinsen Québec, i den östra delen av landet, 400 km norr om huvudstaden Ottawa.
I omgivningarna runt Rivière du Loup växer i huvudsak blandskog. Trakten runt Rivière du Loup är nära nog obefolkad, med mindre än två invånare per kvadratkilometer.